# Pkgsrc
pkgsrc (package source) は、Unix系オペレーティングシステム用のパッケージ管理システムである。pkgsrcはNetBSD用のパッケージ管理システムとして1997年にFreeBSDのPorts Collectionからフォークされ、以降は独自に進化している。1999年にSolarisのサポートが追加されてから後に他のオペレーティングシステムもサポートするようになった。リリース1.4から3.4までのDragonFly BSDではpkgsrcを公式のパッケージ管理システムとして使用していた。MINIX 3とDracolinuxディストリビューションには両方ともメインのリリースにpkgsrcが含まれている。
pkgsrcを使用してプログラムをインストールする方法は複数存在する。pkgsrcのブートストラップには、ソースからソフトウェアをコンパイルするために一連のmakefileを利用する、伝統的なPortsコレクションが含まれている。もう一つの手段はpkg_addやpkg_deleteであらかじめビルドされたバイナリパッケージをインストールすることである。pkginという名の高レベルなユーティリティも存在する。pkginはAPTやyumに似た手法でバイナリパッケージのインストール、削除、および更新を自動化するよう設計されている。
pkgsrcには現在17000以上（公式ツリーの外で保守されている未完成なパッケージを含めると20000以上）のパッケージが含まれており、有名なオープンソースソフトウェアのほとんどが含まれている。それは現在、AIX、様々なBSD派生、HP-UX、IRIX、Linux、macOS、SolarisおよびQNXなど約23のオペレーティングシステムをサポートする。

## サポートするプラットフォーム
| プラットフォーム        | サポートが追加された日付 |
| ----------------------- | ------------------------ |
| NetBSD                  | 1997年8月                |
| Solaris                 | 1999年3月                |
| Linux                   | 1999年6月                |
| DarwinとmacOS           | 2001年10月               |
| FreeBSD                 | 2002年11月               |
| OpenBSD                 | 2002年11月               |
| IRIX                    | 2002年12月               |
| BSD/OS                  | 2003年12月               |
| AIX                     | 2003年12月               |
| Interix（Windows NT用） | 2004年3月                |
| DragonFly BSD           | 2004年10月               |
| OSF/1                   | 2004年11月               |
| HP-UX                   | 2007年4月                |
| QNX                     | 2007年10月               |
| Haiku                   | 2010年1月                |
| MINIX 3                 | 2010年8月                |
| MirOS BSD               | 2011年1月                |
| illumos                 | 2011年2月                |
| Cygwin                  | 2013年5月                |
| GNU/kFreeBSD            | 2013年7月                |
| Bitrig                  | 2015年6月                |